# Scomberomorus niphonius

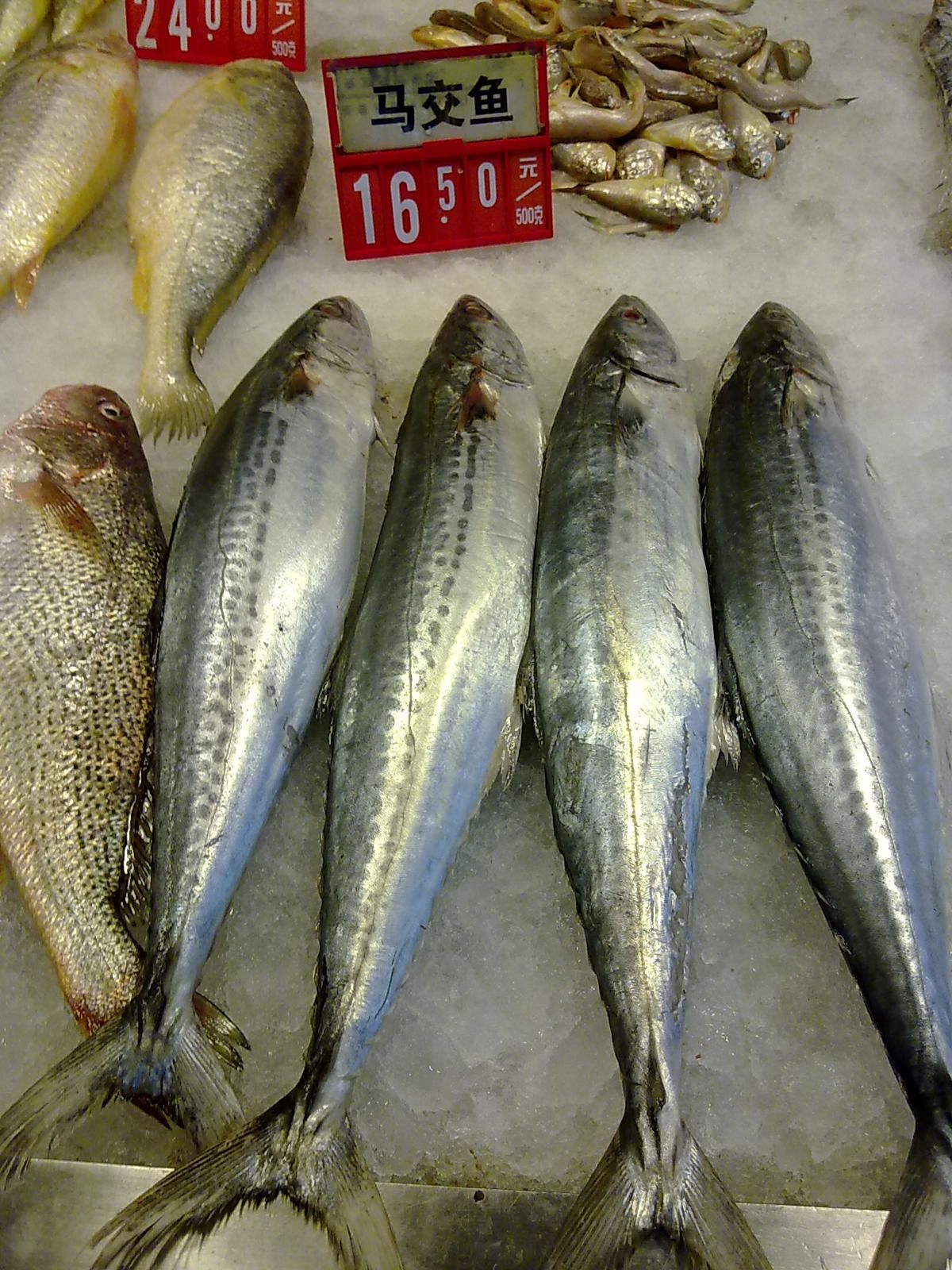
Scomberomorus niphonius als Speisefisch in China

Scomberomorus niphonius (jap. Sawara サワラ, 鰆) ist ein mariner Raubfisch aus der Familie der Makrelen und Thunfische. In Japan ist es die fischereiwirtschaftlich bedeutsamste Scomberomorus-Art. Zudem wird sie auch in Aquakultur gehalten. Auch unter Sportfischern ist diese Art beliebt.

## Beschreibung
Scomberomorus niphonius hat einen langen, schlanken, seitlich abgeflachten, spindelförmigen Körper mit einer Maximallänge von einem Meter. Die erste Rückenflosse besteht aus 19 bis 21 Hartstrahlen, die zweite Rückenflosse aus 15 bis 19 aus Weichstrahlen, darauf folgen sieben bis neun Flössel. Hinter der aus 16 bis 20 Hartstrahlen bestehenden Afterflosse liegen sechs bis neun Flössel. Die Schwanzflosse ist, typisch für Scombriden, recht groß und tief gekerbt. Die Bauchflossen sind klein. Hinter den Kiemendeckeln setzen die spitz zulaufenden Brustflossen auf Höhe der Körpermitte an. Die Seitenlinie verläuft zunächst über der Körpermitte, fällt dann aber ab der zweiten Rückenflosse ab. Eine Schwimmblase fehlt.

## Verbreitung, Lebensraum und Biologie
Scomberomorus niphonius bewohnt die Gewässer um die japanische Hauptinsel, das Japanische Meer, Korea und das Gelbe Meer. Diese Art bevorzugt küstennahe Gewässer. Als Raubfisch ernährt sie sich von kleinen Fischen. Im Frühjahr unternehmen die Populationen des Japanischen Meeres Laichwanderungen, im Herbst Futterwanderungen. Ein Weibchen kann 550.000 bis 870.000 Eier legen.